# Старунський Володимир Гордійович
Володимир Гордійович Старунський (18 березня 1920, село Сокільча, тепер Попільнянського району Житомирської області. — 5 листопада 2012, місто Київ) — український радянський діяч, міністр торгівлі УРСР. Кандидат у члени ЦК КПУ в 1971—1990 р. Депутат Верховної Ради УРСР 7—11-го скликань.

## Біографія
Народився в селянській родині.
З 1939 року служив у Червоній армії: командир батареї 337-го окремого зенітного артилерійського дивізіону 53-ї зенітної артилерійської дивізії частин ППО Москви. Учасник німецько-радянської війни з 1941 року.
Член ВКП(б) з 1944 року.
У 1950 році закінчив Львівський торгово-економічний інститут.
У 1950—1956 роках — начальник відділу Дніпропетровського обласного управління місцевими торгами, інструктор Дніпропетровського міського комітету КПУ, заступник начальника Дніпропетровського обласного управління торгівлі.
У 1956—1958 роках — завідувач відділу Дніпропетровського обласного комітету КПУ.
У липні 1958—1970 роках — завідувач відділу торгово-фінансових і планових органів ЦК КПУ, в 1970 році — завідувач відділу торгівлі і побутового обслуговування ЦК КПУ.
7 серпня 1970 — 23 листопада 1987 року — міністр торгівлі Української РСР.
З 1987 року — на пенсії.

## Звання
- старший лейтенант
- капітан

## Нагороди та відзнаки
- 8 орденів
- два ордени Вітчизняної війни 2-го ст. (1944, 1985)
- 18 медалей
- дві Почесні грамоти Президії Верховної Ради Української РСР (17.03.1970, 17.03.1980)